# Renascimento da Disney

Cartazes de nove dos dez filmes do Renascimento da Disney, faltando The Rescuers Down Under (1990).

O Renascimento da Disney foi um período de 1989 a 1999 durante o qual a Walt Disney Feature Animation voltou a produzir filmes de animação bem sucedidos, tanto criticamente quanto comercialmente. Os dez longas-metragens associados a esse período são A Pequena Sereia (1989), The Rescuers Down Under (1990), Beauty and the Beast (1991), Aladdin (1992), O Rei Leão (1994), Pocahontas (1995), O Corcunda de Notre Dame (1996), Hércules (1997), Mulan (1998) e Tarzan (1999).
Os filmes são, em sua maioria, adaptações musicais de histórias conhecidas, semelhantes aos filmes produzidos por Walt Disney entre as décadas de 1930 e 1960. A era renascentista permitiu que os estúdios Disney voltassem a se tornar uma potência de sucessos nas bilheterias norte-americanas e estrangeiras, obtendo lucros muito maiores.
Os longas lançados nesse período são geralmente referidos como "filmes renascentistas".[carece de fontes?]

## Contexto (pré-1989)

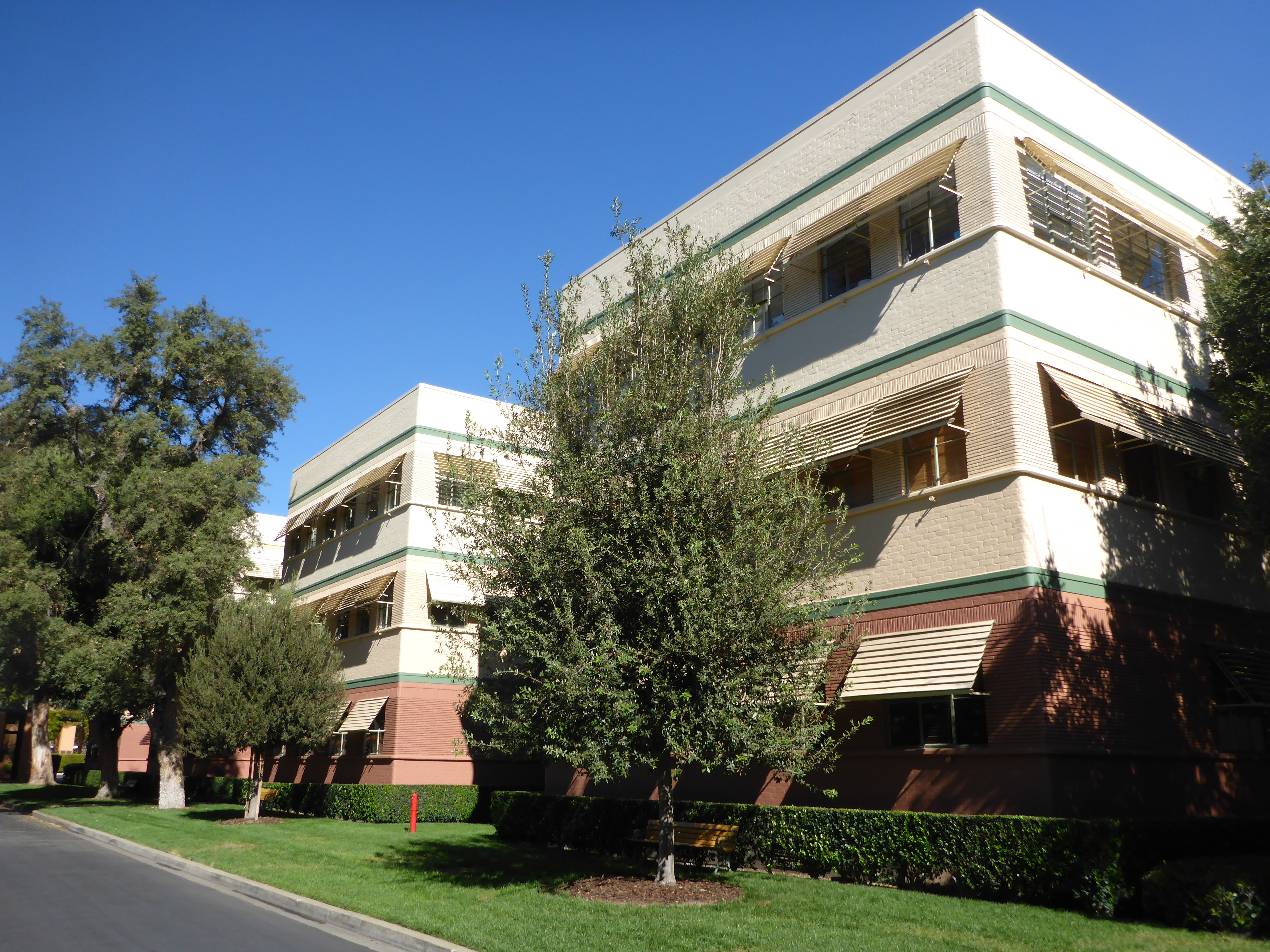
O edifício original da Walt Disney Studios, que o departamento de animação deixou em 1985

Após as mortes de Walt e Roy O. Disney (em 1966 e 1971, respectivamente), a Walt Disney Productions foi deixada nas mãos de Donn Tatum, Card Walker e do genro de Walt, Ron Miller. Sob sua supervisão, a liderança criativa sobre os filmes de animação recaiu em grande parte sobre Wolfgang Reitherman.
Embora certos filmes como The Rescuers (1977) tenham sido comercialmente e criticamente bem-sucedidos, no geral os filmes lançados durante o período de dezoito anos após a morte dos irmãos Disney não tiveram um desempenho tão bom quanto os trabalhos anteriores do estúdio. Um problema era que Reitherman estava determinado a produzir apenas material familiar com a certeza de que daria lucro e, consequentemente, ele suavizou os vilões da Disney para que fossem mais cômicos ou desajeitados em vez assustadores nas histórias. Um golpe especialmente duro foi dado durante a produção de The Fox and the Hound (1981), quando o animador de longa data Don Bluth deixou o departamento de animação da Disney para abrir seu próprio estúdio, a Don Bluth Productions, levando 11 dos 65 animadores da Disney com ele. Com 17% dos animadores agora ausentes, o lançamento de The Fox and the Hound foi adiado por seis meses. A Don Bluth Productions produziu The Secret of NIMH (1982), cuja história havia sido originalmente rejeitada pela Disney por ser muito sombria; com o sucesso do filme, o novo estúdio de Bluth se tornou o principal concorrente da Disney na indústria de animação durante as décadas de 1980 e início de 1990.
A Disney realizou grandes mudanças organizacionais em meados da década de 1980, após escapar por pouco de uma tentativa hostil de aquisição pelo empresário e financista Saul Steinberg. Michael Eisner, ex-Paramount Pictures, tornou-se CEO em 1984, e foi acompanhado por seu sócio da Paramount, Jeffrey Katzenberg, como presidente do estúdio, enquanto Frank Wells, ex-Warner Bros., tornou-se presidente do conglomerado. Em 1985, Peter Schneider foi contratado como presidente do departamento de animação da Disney, que logo seria renomeado como Walt Disney Feature Animation.
Em 1º de fevereiro de 1985, para abrir mais espaço para a produção de filmes de ação ao vivo, o departamento de animação foi transferido do lote principal da Disney em Burbank para um local supostamente temporário em vários hangares, armazéns e trailers a cerca de 3,2 km a leste, na vizinha Glendale, onde permaneceria pelos próximos dez anos. A maioria dos filmes da era renascentista foi produzida lá, no antigo Grand Central Airport, então conhecido como Grand Central Business Centre.
Após o fracasso de bilheteria de The Black Cauldron (1985) o futuro do departamento de animação da Disney foi posto em risco. Contrariando uma política de trinta anos do estúdio, a empresa fundou uma divisão de animação para televisão (hoje Disney Television Animation), que produziu séries como DuckTales. Visando salvar o que acreditava ser o negócio principal do estúdio, Roy E. Disney, que se demitiu da empresa em 1984, convenceu Eisner a deixá-lo retornar e supervisionar o departamento de animação na esperança de melhorar sua situação financeira.

### 1986-1988:The Great Mouse Detective, Disney vs. Don Bluth, a influência de Hayao Miyazaki eOliver & Company

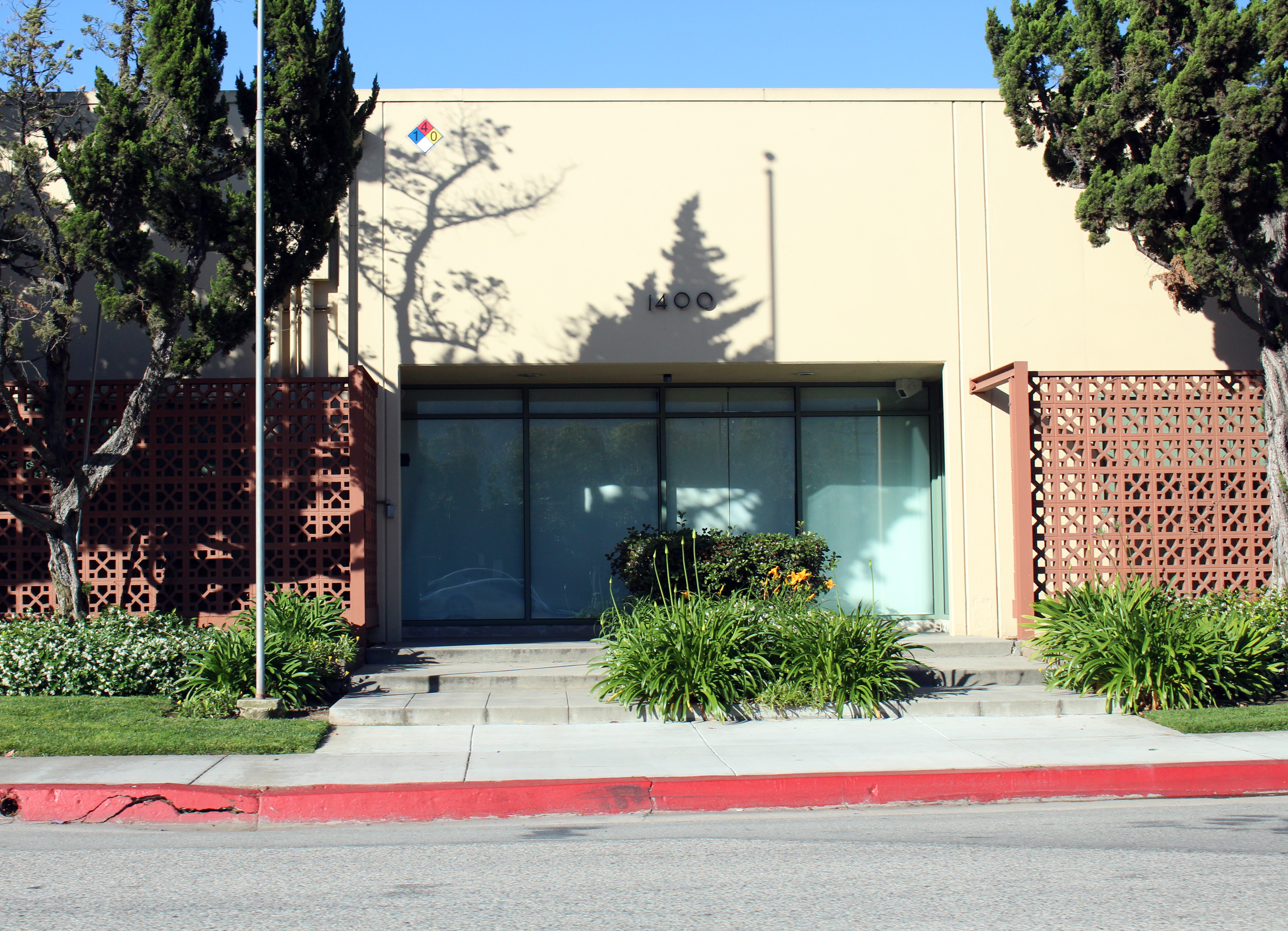
Fachada do número 1400 da Flower Street em Glendale, California, onde alguns filmes anteriores ao Renascimento da Disney até Pocahontas foram parcialmente produzidos

A Disney lançou The Great Mouse Detective (1986) alguns meses antes de Don Bluth lançar Fievel - Um Conto Americano (1986). Fievel superou The Great Mouse Detective em receita e se tornou o filme de animação de maior bilheteria de todos os tempos até então obtendo US$ 84,5 milhões arrecadados mundialmente. Apesar do maior sucesso de Fievel, The Great Mouse Detective conseguiu ser bem-sucedido o suficiente (tanto crítica quanto comercialmente) para inspirar confiança executiva no departamento de animação da Disney. Oliver & Company (1988) seria lançado mais tarde no mesmo dia que Em Busca do Vale Encantado (1988). Apesar de Em Busca do Vale Encantado se tornar globalmente o filme de animação de maior bilheteria até aquela data (com US$ 84,7 milhões de receita, quebrando por pouco o recorde anterior de Fievel), Oliver & Company o superou nos Estados Unidos, dando início a um aumento de interesse por parte do público pelas produções da Disney nos cinemas.
Na década de 1980, a Disney colaborou com o cineasta Steven Spielberg — produtor de Fievel - Um Conto Americano e Em Busca do Vale Encantado e um fã de animação de longa data — para produzir Who Framed Roger Rabbit (lançado em 1988 pela Touchstone Pictures, subsidiária da Disney), um híbrido live-action/animação que apresentou diversos personagens animados das décadas de 1930 e 1940 de muitos estúdios diferentes juntos. O filme se tornou um enorme sucesso de crítica e comercial, ganhando três Óscars, bem como um Oscar de Conquista Especial, e renovando o interesse em desenhos animados para cinema. Além do filme em si, Spielberg também ajudou a Disney a produzir três curtas de Roger Rabbit. A Disney alcançou o primeiro lugar nas bilheterias norte-americanas em 1988, com Who Framed Roger Rabbit sendo o maior sucesso do verão daquele ano.
O Renascimento da Disney foi motivado pela competição com as produções animadas de Don Bluth, juntamente com a evolução da animação no exterior, mais notavelmente as produções de anime do Studio Ghibli do animador japonês Hayao Miyazaki. Sua adaptação cinematográfica de Lupin III da série de TV animada baseada nos quadrinhos de Monkey Punch, O Castelo de Cagliostro (1979), influenciou o clímax de The Great Mouse Detective, que por sua vez abriu caminho para o Renascimento da Disney. A cena do clímax de dois minutos usou imagens geradas por computador (CGI), tornando-se o primeiro filme da Disney a usar extensivamente animação por computador, um fato que a Disney usou para promover o filme durante o marketing. Glen Keane, um animador líder de filmes da Disney, também creditou o trabalho de Miyazaki como uma "grande influência" nos filmes de animação da Disney.

## A Era Renascentista (1989-1999)

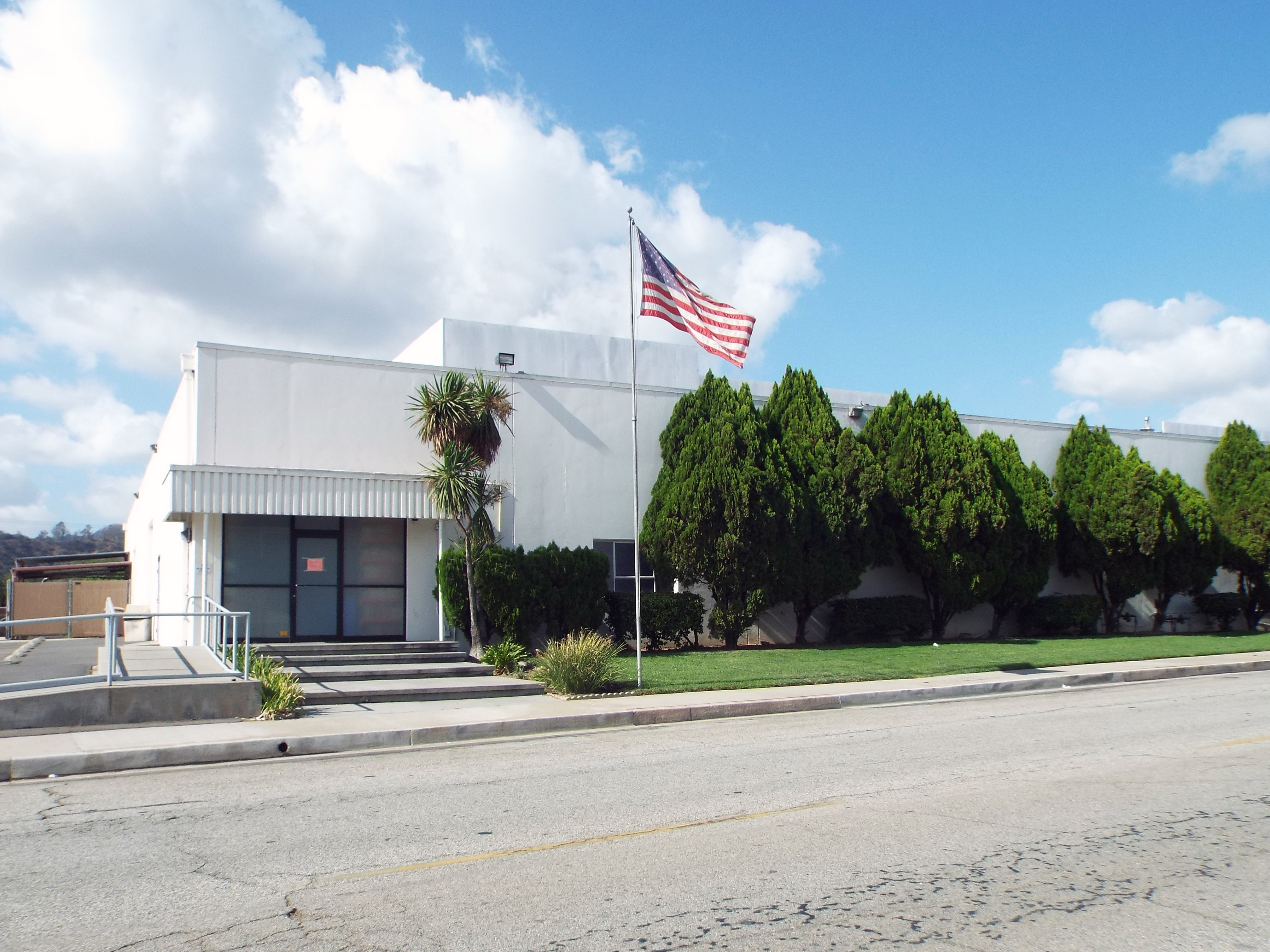
O número 1400 da Air Way em Glendale, onde vários filmes do Renascimento da Disney foram parcialmente produzidos

### 1989: a Disney ressurge comA Pequena Sereia
A Disney vinha desenvolvendo A Pequena Sereia (1989) desde os anos 1930 e, em 1988, após o sucesso de Who Framed Roger Rabbit, de sua subsidiária Touchstone, o estúdio decidiu transformar o conto de Hans Christian Andersen em um musical de animação, assim como muitos de seus filmes de animação anteriores, inspirado nos teatros da Broadway. O letrista Howard Ashman e o compositor Alan Menken, que trabalharam na Broadway anos antes na peça Little Shop of Horrors ao lado do então presidente da Walt Disney Feature Animation, Peter Schneider (que atuou como gerente da empresa no musical), se envolveram na produção, escrevendo e compondo as canções e a trilha sonora do filme. Ashman trabalhou para costurar as canções no filme e trazer a tradição do teatro musical para a Disney.
Após o lançamento, A Pequena Sereia foi um sucesso de crítica e comercial, arrecadando uma quantia maior em seu fim de semana de estreia do que Todos os Cães Merecem o Céu (1989), de Don Bluth, que foi lançado no mesmo dia, quebrando o recorde de filme de animação de maior bilheteria mundial antes pertecente a Em Busca do Vale Encantado.
O filme ganhou dois Óscars: Melhor canção original, por "Under the Sea", e Melhor trilha sonora, além de receber uma indicação adicional para "Kiss the Girl". Foi também o primeiro filme de animação a conseguir uma indicação para o Globo de Ouro de Melhor filme de comédia ou musical. A Pequena Sereia também marcou o retorno de vilões mais sombrios nas produções da Disney, algo que era mais típico das animações feitas antes da morte de Walt Disney.

### 1990-1991:The Rescuers Down Undere a ascenção do estúdio comBeauty and the Beast
Em 1990 foi lançado The Rescuers Down Under, marcando a primeira vez que a Disney lançou uma sequência de um filme original anterior (no caso The Rescuers de 1977). Mesmo tendo sido bem recebido pela crítica, o filme não teve o mesmo sucesso de bilheteria que A Pequena Sereia. Além disso, não conseguiu nenhuma indicação ao Óscar nem ao Globo de Ouro — sendo o único filme da Era Renascentista da Disney a ficar ausente nas duas cerimônias — tornando-se notadamente a produção menos popular dessa fase do estúdio. No entanto, The Rescuers Down Under se tornou notável por ser o primeiro filme a ser completamente produzido usando o novo recurso Computer Animation Production System - CAPS, da Disney. Com isso, o restante dos filmes tradicionalmente animados durante a Era Renascentista seriam produzidos utilizando essa técnica.
No ano seguinte, Beauty and the Beast seria lançado e se tornaria um enorme sucesso tanto crítico quanto comercial. Foi o primeiro filme de animação da história indicado ao Oscar de melhor filme além de ter sido o primeiro a levar o Globo de Ouro de Melhor filme de comédia ou musical; no Óscar, Beauty and the Beast ganhou dois prêmios: Melhor trilha sonora e Melhor canção original pela faixa "Beauty and the Beast". Além de se tornar o filme de animação de maior bilheteria na época, Beauty and the Beast foi a primeira animação a atingir a marca de US$ 100 milhões arrecadados só nas bilheterias norte-americanas. O sucesso de bilheteria também deu lugar a uma lucrativa campanha de merchandising. Foi o primeiro filme renascentista a receber uma adaptação da Broadway em 1994.

### 1992-1994:Aladdine o auge comO Rei Leão
Aladdin (1992) e O Rei Leão (1994) seguiram, respectivamente, com ambos os filmes tendo as maiores receitas mundiais de seus respectivos anos de lançamento. Aladdin foi o filme de animação de maior bilheteria na época de seu lançamento, mas depois ficou em segundo lugar após ser superado por O Rei Leão, que se tornou o filme de animação de maior bilheteria na época e continua sendo o filme de animação tradicional de maior bilheteria da história até hoje.
Howard Ashman escreveu várias canções para Aladdin antes de sua morte, mas apenas três foram usadas no filme final. Tim Rice posteriormente se juntou ao projeto e completou a trilha sonora e as canções com Alan Menken. Rice mais tarde passou a colaborar com Elton John e Hans Zimmer para O Rei Leão depois que o grupo ABBA recusou a oferta para escrever canções para o filme. Ambos os filmes ganharam o Óscar de Melhor canção original ("A Whole New World" por Alladin e "Can You Feel the Love Tonight" por O Rei Leão) e Melhor trilha sonora, além de ambos também vencerem, assim como Beauty and the Beast, o Globo de Ouro de Melhor filme de comédia ou musical. No Óscar de 1993, Alladin também recebeu uma indicação adicional para Melhor canção original ("Friend Like Me") e indicações para Melhor som e Melhor edição de efeitos sonoros, obtendo um total de cinco indicações; na edição de 1995, O Rei Leão recebeu ainda duas indicações adicionais para Melhor canção original ("Circle of Life" e "Hakuna Matata"), dando-lhe um total de quatro indicações ao Óscar.
Entre essas duas produções, a Disney diversificou os métodos de animação e produziu o filme de animação stop-motion O Estranho Mundo de Jack (1993) com o ex-animador da Disney Tim Burton, que foi dirigido pelo também ex-animador da Disney Henry Selick. Esse filme recebeu uma indicação ao Oscar de melhores efeitos visuais, tornando-se o primeiro filme de animação a conseguir tal feito, embora perdeste o prêmio para o filme Jurassic Park de Steven Spielberg. Graças ao sucesso dos primeiros filmes renascentistas, a administração da Disney conseguiu investir dinheiro suficiente para trazer a divisão Feature Animation de volta de seu exílio de dez anos em Glendale. Um edifício de 240 mil pés quadrados projetado por Robert A. M. Stern foi inaugurado do outro lado da rua do lote principal da Disney em Burbank em 16 de dezembro de 1994.

### 1995-1997: queda de popularidade comPocahontas,O Corcunda de Notre DameeHércules
O próximo filme de animação da Disney, Pocahontas de 1995, estreou com críticas mistas, embora ainda tenha arrecadado US$ 346 milhões em todo o mundo e conquistado dois Óscars: Melhor trilha sonora e Melhor canção original ("Colors of the Wind"). Apesar de seu sucesso financeiro, sua bilheteria foi muito menor em comparação com o que O Rei Leão arrecadou no ano anterior. No ano seguinte, O Corcunda de Notre Dame, o primeiro filme de animação da Disney produzido com um orçamento superior a US$ 100 milhões, estreou com críticas melhores do que Pocahontas, mas com uma bilheteria menor ainda, com US$ 325 milhões. Ambos os filmes apresentam o compositor (agora servindo apenas como letrista da música de Menken) Stephen Schwartz. No Óscar, O Corcunda de Notre Dame conseguiu apenas uma indicação para Melhor trilha sonora.
Quando Hércules (1997), que apresentava canções de Menken e David Zippel, arrecadou US$ 252 milhões (US$ 73 milhões a menos que O Corcunda de Notre Dame) nas bilheterias, a mídia começou a sugerir abertamente que o trabalho de animação da Disney estava em uma tendência de queda por conta de seus graduais insucessos nos cinemas. Embora tenha recebido críticas mais positivas do que Pocahontas e O Corcunda de Notre Dame, Hércules demonstrou que o estúdio ainda era vulnerável à concorrência de empresas como a DreamWorks Animation e a Pixar (embora esta lançasse seus filmes sob distribuição da Buena Vista, pertencente à Disney).

### 1998-1999:Mulan,Tarzane o fim da Era Renascentista
O penúltimo filme da Era Renascentista da Disney, Mulan (1998), com trilha sonora de Jerry Goldsmith e músicas de Matthew Wilder e David Zippel, arrecadou US$ 304 milhões nas bilheterias do mundo todo, recuperando um pouco a credibilidade comercial e crítica das produções da Disney.
Em 1999, é lançado Tarzan. Contando com a trilha sonora de Mark Mancina e canções de Phil Collins, o filme ganhou o Óscar de Melhor canção original com a faixa "You'll Be in My Heart" (se tornando o primeiro filme do estúdio a ganhar uma estueta na cerimônia desde Pocahontas). Com US$ 448 milhões de dólares arrecadados mundialmente, se tornou o filme de maior sucesso comercial da Disney desde O Rei Leão. O longa é amplamente considerado de maneira retrospectiva como o último do Renascimento da Disney.

## Recepção dos filmes

### Respostas da crítica e do público
A maioria dos filmes renascentistas foram bem recebidos. De acordo com o site agregador de críticas cinematográficas Rotten Tomatoes, seis dos filmes (A Pequena Sereia, Beauty and the Beast, Aladdin, O Rei Leão, Mulan e Tarzan) obtiveram índices de aprovação de mais de 85%, com os quatro primeiros sendo referidos pelo crítico de cinema Roger Ebert como os "quatro maiores filmes do Renascimento da Disney" em 1997. Pocahontas tem a menor recepção dos filmes renascentistas no site, com 58% de críticas positivas.
| Filme                    | Diretores                    | Porcentagem de aprovação no Rotten Tomatoes           | Pontuação no Metacritic | Avaliação no CinemaScore |
| ------------------------ | ---------------------------- | ----------------------------------------------------- | ----------------------- | ------------------------ |
| A Pequena Sereia         | Ron Clements e John Musker   | 92% (nota média de 8,3/10 com base em 126 avaliações) | 88/100 (24 avaliações)  | —                        |
| The Rescuers Down Under  | Hendel Butoy e Mike Gabriel  | 85% (nota média de 6,9/10 com base em 66 avaliações)  | 70/100 (19 avaliações)  | —                        |
| Beauty and the Beast     | Gary Trousdale e Kirk Wise   | 95% (nota média de 8,7/10 com base em 171 avaliações) | 95/100 (22 avaliações)  | A+                       |
| Aladdin                  | Ron Clements e John Musker   | 96% (nota média de 8,4/10 com base em 130 avaliações) | 86/100 (25 avaliações)  | A+                       |
| O Rei Leão               | Roger Allers e Rob Minkoff   | 93% (nota média de 8,5/10 com base em 145 avaliações) | 88/100 (30 avaliações)  | A+                       |
| Pocahontas               | Mike Gabriel e Eric Goldberg | 58% (nota média de 6,4/10 com base em 56 avaliações)  | 58/100 (23 avaliações)  | A−                       |
| O Corcunda de Notre Dame | Gary Trousdale e Kirk Wise   | 80% (nota média de 7,5/10 com base em 112 avaliações) | 74/100 (28 avaliações)  | A                        |
| Hércules                 | Ron Clements e John Musker   | 83% (nota média de 7,5/10 com base em 114 avaliações) | 74/100 (22 avaliações)  | A                        |
| Mulan                    | Barry Cook e Tony Bancroft   | 92% (nota média de 7,9/10 com base em 142 avaliações) | 72/100 (24 avaliações)  | A+                       |
| Tarzan                   | Kevin Lima e Chris Buck      | 90% (nota média de 7,7/10 com base em 158 avaliações) | 80/100 (27 avaliações)  | A                        |

### Desempenhos nas bilheterias
| Filme                    | Data de lançamento nos Estados Unidos | Receita (em dólares) | Receita (em dólares) | Receita (em dólares) | Classificação                                | Classificação | Classificação                              | Orçamento (em dólares) | Ref.   |
| Filme                    | Data de lançamento nos Estados Unidos | Estados Unidos       | Estrangeiro          | Total mundial        | Classificação de todos os tempos - doméstico | (A)           | Classificação de todos os tempos - mundial | Orçamento (em dólares) | Ref.   |
| ------------------------ | ------------------------------------- | -------------------- | -------------------- | -------------------- | -------------------------------------------- | ------------- | ------------------------------------------ | ---------------------- | ------ |
| A Pequena Sereia         | 17 de novembro de 1989                | 111.543.479          | 99.800.000           | 235.343.479          | 699                                          | 364           | 822                                        | 40.000.000             | [ 67 ] |
| The Rescuers Down Under  | 16 de novembro de 1990                | 27.931.461           | 19.468.539           | 47.400.000           | 3166                                         | 2386          | 3295                                       | 27.000.000             | [ 68 ] |
| Beauty and the Beast     | 22 de novembro de 1991                | 218.967.620          | 224.033.956          | 443.001.576          | 231                                          | 118           | 324                                        | 25.000.000             | [ 69 ] |
| Aladdin                  | 25 de novembro de 1992                | 217.350.219          | 286.700.000          | 504.150.219          | 203                                          | 67            | 251                                        | 28.000.000             | [ 70 ] |
| O Rei Leão               | 24 de junho de 1994                   | 422.783.777          | 545.700.000          | 968.583.777          | 37                                           | 11            | 57                                         | 45.000.000             | [ 71 ] |
| Pocahontas               | 16 de junho de 1995                   | 141.579.773          | 204.500.000          | 346.179.773          | 475                                          | 238           | 480                                        | 55.000.000             | [ 72 ] |
| O Corcunda de Notre Dame | 21 de junho de 1996                   | 100.138.851          | 225.200.000          | 325.338.851          | 845                                          | 486           | 519                                        | 70.000.000             | [ 73 ] |
| Hércules                 | 27 de junho de 1997                   | 99.112.101           | 153.600.000          | 252.712.101          | 852                                          | 520           | 713                                        | 85.000.000             | [ 75 ] |
| Mulan                    | 19 de junho de 1998                   | 120.620.254          | 183.700.000          | 304.320.254          | 618                                          | 379           | 569                                        | 90.000.000             | [ 76 ] |
| Tarzan                   | 18 de junho de 1999                   | 171.091.819          | 277.100.000          | 448.191.819          | 342                                          | 222           | 313                                        | 130.000.000            | [ 77 ] |
| Total                    | Total                                 | 1.631.119.354        | 2.182.353.617        | 3.875.321.849        |                                              |               |                                            |                        |        |

### Prêmios e indicações
Nove filmes do Renascimento da Disney conseguiram ao menos uma indicação no Óscar, seis dos quais levaram pelo menos uma estatueta; ao todo, os filmes renascentistas ganharam seis troféus de Melhor canção original e cinco de Melhor trilha sonora, com cinco filmes ganhando os prêmios em ambas as categorias. Na cerimônia de 1992, Beauty and the Beast entrou para a história ao se tornar o primeiro filme de animação a ser indicado para a categoria de Melhor filme, onde perdeu o título para O Silêncio dos Inocentes.
Oito dos filmes foram indicados ao Annie Awards, com sete deles ganhando pelo menos um. No Globo de Ouro, nove filmes receberam indicações com doze vitórias. Em 1990, A Pequena Sereia se tornou o primeiro filme de animação a receber uma indicação para a categoria de Melhor filme de comédia ou musical — perdendo para Driving Miss Daisy —, enquanto Beauty and the Beast se tornou o primeiro a levar o prêmio em 1992.
The Rescuers Down Under é o único filme da Era Renascentista que não recebeu nenhuma indicação nas cerimônias do Globo de Ouro e Óscar.
| Ano  | Filme                    | Óscar      | Óscar      | Globo de Ouro | Globo de Ouro | Annie Awards | Annie Awards |
| Ano  | Filme                    | Indicações | Vitória(s) | Indicações    | Vitória(s)    | Indicações   | Vitória(s)   |
| ---- | ------------------------ | ---------- | ---------- | ------------- | ------------- | ------------ | ------------ |
| 1989 | A Pequena Sereia         | 3          | 2          | 4             | 2             | —            | —            |
| 1991 | Beauty and the Beast     | 6          | 2          | 4             | 3             | 2            | 2            |
| 1992 | Aladdin                  | 5          | 2          | 6             | 3             | 3            | 1            |
| 1994 | O Rei Leão               | 4          | 2          | 4             | 3             | 3            | 3            |
| 1995 | Pocahontas               | 2          | 2          | 2             | 1             | 7            | 4            |
| 1996 | O Corcunda de Notre Dame | 1          | 0          | 1             | 0             | 13           | 0            |
| 1997 | Hércules                 | 1          | 0          | 1             | 0             | 6            | 4            |
| 1998 | Mulan                    | 1          | 0          | 2             | 0             | 12           | 10           |
| 1999 | Tarzan                   | 1          | 1          | 1             | 1             | 11           | 1            |

## Músicas e trilhas sonoras

### Álbuns oficiais
Todos os álbuns das trilhas sonoras dos filmes do Renascimento da Disney foram disponibilizados inicialmente pela Walt Disney Records no formatos CD e cassete:
| Álbum                                                                                     | Data de lançamento nos Estados Unidos | Melhores posições nos gráficos | Melhores posições nos gráficos | Melhores posições nos gráficos | Melhores posições nos gráficos | Melhores posições nos gráficos | Melhores posições nos gráficos | Melhores posições nos gráficos | Melhores posições nos gráficos | Melhores posições nos gráficos | Melhores posições nos gráficos | Certificações | Certificações |
| Álbum                                                                                     | Data de lançamento nos Estados Unidos | EUA                            | Austrália                      | Áustria                        | Bélgica (Vl)                   | Bélgica (Wa)                   | França                         | Alemanha                       | Países Baixos                  | Nova Zelândia                  | Suíça                          | RIAA          | MC            |
| ----------------------------------------------------------------------------------------- | ------------------------------------- | ------------------------------ | ------------------------------ | ------------------------------ | ------------------------------ | ------------------------------ | ------------------------------ | ------------------------------ | ------------------------------ | ------------------------------ | ------------------------------ | ------------- | ------------- |
| The Little Mermaid: Original Motion Picture Soundtrack                                    | 19 de outubro de 1989                 | 32                             | —                              | —                              | —                              | —                              | —                              | —                              | —                              | —                              | 25                             | 6× Platina    | 3× Platina    |
| Beauty and the Beast: Original Motion Picture Soundtrack                                  | 22 de outubro de 1991                 | 19                             | 18                             | —                              | —                              | —                              | —                              | —                              | 25                             | 21                             | —                              | 3× Platina    | Platina       |
| Aladdin: Original Motion Picture Soundtrack                                               | 27 de outubro de 1992                 | 6                              | 15                             | —                              | —                              | —                              | —                              | 71                             | —                              | 29                             | —                              | 3× Platina    | 3× Platina    |
| The Lion King: Original Motion Picture Soundtrack                                         | 31 de maio de 1994                    | 1                              | 3                              | 4                              | 16                             | 5                              | 1                              | 7                              | 6                              | 1                              | 1                              | Diamante      | Diamante      |
| Pocahontas: An Original Walt Disney Records Soundtrack                                    | 30 de maio de 1995                    | 1                              | 19                             | 35                             | 32                             | 11                             | —                              | 79                             | —                              | 8                              | 36                             | 3× Platina    | 4× Platina    |
| The Hunchback of Notre Dame: An Original Walt Disney Records Soundtrack                   | 28 de maio de 1996                    | 11                             | —                              | —                              | —                              | —                              | 12                             | —                              | —                              | —                              | —                              | Platina       | Platina       |
| Hercules: An Original Walt Disney Records Soundtrack                                      | 27 de maio de 1997                    | 17                             | —                              | —                              | —                              | —                              | 28                             | —                              | —                              | —                              | —                              | Ouro          | Ouro          |
| Mulan: An Original Walt Disney Records Soundtrack                                         | 2 de junho de 1998                    | 25                             | —                              | —                              | —                              | —                              | 20                             | —                              | —                              | —                              | —                              | Ouro          |               |
| Tarzan: An Original Walt Disney Records Soundtrack                                        | 18 de maio de 1999                    | 5                              | 40                             | 9                              | 32                             | 28                             | 9                              | 6                              | 51                             | 34                             | 11                             | 2× Platina    | 2× Platina    |
| "—" indica que o álbum específico não entrou nas paradas ou não foi lançado naquele país. |                                       |                                |                                |                                |                                |                                |                                |                                |                                |                                |                                |               |               |

### Singles
| Faixa                                                                                      | Cantor original (em língua inglesa) | Ano  | Melhores posições nas paradas musicais | Melhores posições nas paradas musicais | Melhores posições nas paradas musicais | Melhores posições nas paradas musicais | Certificações    | Álbum/Filme              |
| Faixa                                                                                      | Cantor original (em língua inglesa) | Ano  | EUA                                    | EUA (Adult Contemporary)               | Australia                              | Reino Unido                            | Certificações    | Álbum/Filme              |
| ------------------------------------------------------------------------------------------ | ----------------------------------- | ---- | -------------------------------------- | -------------------------------------- | -------------------------------------- | -------------------------------------- | ---------------- | ------------------------ |
| "Under the Sea"                                                                            | Samuel E. Wright                    | 1989 | —                                      | —                                      | —                                      | —                                      | RIAA: 2× Platina | A Pequena Sereia         |
| "Beauty and the Beast"                                                                     | Celine Dion & Peabo Bryson          | 1991 | 9                                      | 3                                      | 17                                     | 9                                      | RIAA: Ouro       | Beauty and the Beast     |
| "A Whole New World"                                                                        | Peabo Bryson & Regina Belle         | 1992 | 1                                      | 1                                      | 10                                     | 9                                      | RIAA: Ouro       | Aladdin                  |
| "Can You Feel the Love Tonight"                                                            | Elton John                          | 1994 | 4                                      | 1                                      | 9                                      | 14                                     | RIAA: Platina    | O Rei Leão               |
| "Circle of Life"                                                                           | Elton John                          | 1994 | 18                                     | 2                                      | 60                                     | 11                                     | RIAA: Ouro       | O Rei Leão               |
| "Colors of the Wind"                                                                       | Vanessa Williams                    | 1995 | 4                                      | 2                                      | 16                                     | 21                                     | RIAA: Ouro       | Pocahontas               |
| "If I Never Knew You"                                                                      | Jon Secada & Shanice                | 1995 | 108                                    | —                                      | —                                      | 51                                     |                  | Pocahontas               |
| "Someday"                                                                                  | All-4-One                           | 1996 | 30                                     | 14                                     | —                                      | —                                      | RIAA: Ouro       | O Corcunda de Notre Dame |
| "Someday"                                                                                  | Eternal                             | 1996 | —                                      | —                                      | 27                                     | 4                                      |                  | O Corcunda de Notre Dame |
| "Go the Distance"                                                                          | Michael Bolton                      | 1997 | 24                                     | 1                                      | —                                      | 14                                     | RIAA: Ouro       | Hércules                 |
| "I Won't Say (I'm in Love)"                                                                | Belinda Carlisle                    | 1997 | —                                      | —                                      | —                                      | —                                      |                  | Hércules                 |
| "True to Your Heart"                                                                       | 98° & Stevie Wonder                 | 1998 | —                                      | —                                      | 73                                     | 51                                     |                  | Mulan                    |
| "Reflection"                                                                               | Christina Aguilera                  | 1998 | —                                      | 19                                     | —                                      | —                                      |                  | Mulan                    |
| "You'll Be in My Heart"                                                                    | Phil Collins                        | 1999 | 21                                     | 1                                      | 43                                     | 17                                     | RIAA: 3× Platina | Tarzan                   |
| "Strangers Like Me"                                                                        | Phil Collins                        | 1999 | —                                      | 10                                     | —                                      | —                                      | RIAA: Platina    | Tarzan                   |
| "Son of Man"                                                                               | Phil Collins                        | 2000 | —                                      | —                                      | —                                      | —                                      | RIAA: Ouro       | Tarzan                   |
| "Two Worlds"                                                                               | Phil Collins                        | 2000 | —                                      | —                                      | —                                      | —                                      | RIAA: Ouro       | Tarzan                   |
| "—" indica que o single específico não entrou nas paradas ou não foi lançado naquele país. |                                     |      |                                        |                                        |                                        |                                        |                  |                          |

## Análise
Muitos atribuem o sucesso do Renascimento da Disney a uma coleção de semelhanças importantes encontradas na maioria, senão em todos os filmes de 1989 a 1999. Números musicais no estilo da Broadway foram colocados em prática para encaminhar a narrativa de cada filme. Os personagens usavam músicas para mostrar suas emoções internas. A maioria dos filmes renascentistas tinha músicas em que o personagem principal cantava o que queria da vida, bem como números de coro liderados pelo elenco de apoio. Os críticos também declaram que o estilo musical dos filmes renascentistas da Disney varia de filme para filme. Um exemplo seria A Pequena Sereia com números musicais no estilo calipso e Hércules utilizando motown sound em sua trilha sonora.
O uso do CAPS — introduzido em The Rescuers Down Under —, as sequências de ação e a convocação de celebridades de Hollywood para trabalhar nas dublagens também atraíram o público. A atuação de Robin Williams como o Gênio em Aladdin é a razão pela qual muitos acreditam que outros estúdios começaram a escalar celebridades como dubladores em seus filmes de animação.
Devido à Disney nunca ter concebido a ideia de uma "era renascentista", debate-se qual filme é de fato considerado o fim do período. Alguns consideram Dinossauro (2000) pelo seu uso de CGI ou The Emperor's New Groove (2000) pelo seu tom cômico como o fim do Renascimento. Dado o seu lançamento no final de 1999, Fantasia 2000 está incluído na lista de filmes se Dinossauro ou The Emperor's New Groove forem vistos como o fim da era. Brandon Zachery, da Comic Book Resources, afirma que Tarzan é geralmente — e amplamente — considerado o úlitmo filme renascentista, pois foi a última produção consecutiva da Disney que "ainda aderiu a muitas das características que eram padrões nos filmes da era, incluindo várias canções, visuais de ponta e participações especiais de celebridades em pequenos papéis".

## Sequências
A divisão Disney MovieToons, mais tarde conhecida como Disneytoon Studios, foi criada pela Disney para produzir sequências diretamente em vídeo de muitos dos filmes da Era Renascentista, utilizando a equipe de seus estúdios de animação para televisão. The Return of Jafar (1994), sequência de Aladdin, foi o primeiro filme dessas sequências a ser lançado.
Outras sequências de filmes do Renascimento da Disney incluem Beauty and the Beast: The Enchanted Christmas (1997), Pocahontas II: Journey to a New World (1998), O Rei Leão 2: O Reino de Simba (1998), The Little Mermaid II: Return to the Sea (2000), The Hunchback of Notre Dame II (2002), Mulan II (2004) e Tarzan II (2005).

## Impactos em estúdios concorrentes
O sucesso do Renascimento da Disney atraiu a atenção de muitos estúdios de animação e cinema. Grandes estúdios do cinema norte-americano criaram novas divisões de animação, como a Fox Animation Studios, a Warner Bros. Feature Animation e a DreamWorks Animation para replicar o sucesso da Disney, inclusive transformando seus filmes de animação em musicais no estilo da concorrente. Exemplos desses musicais incluem Cats Don't Dance, Anastasia (ambos de 1997), Quest for Camelot e O Príncipe do Egito (ambos de 1998).

## Segundo Renascimento da Disney (2009-2019)
Com a chegada dos anos 2000, a Disney voltou a cair em popularidade, ofuscada pelo crescimento de estúdios concorrentes que começavam a apostar na animação 3D, especialmente a Pixar. Apesar da Disney continuar lançando longas tradicionalmente animados — alguns recebendo notável destaque como Lilo & Stitch (2002) e Brother Bear (2003) —, estes não foram tão consagrados quanto seus antecessores, marcando assim o fim do período renascentista do estúdio.
Contudo, a partir de 2009, foi percebido um novo interesse nas produções da Walt Disney Animation Studios quando esta lançou A Princesa e o Sapo, mantendo grande popularidade ao longo dos anos com seus filmes até 2019, quando foi lançado Frozen 2. Este período de dez anos é visto por alguns fãs como um retorno à forma artística, sendo referido por estes como uma "nova Era Renascentista" ou "Segundo Renascimento da Disney". Embora os filmes desse período, em sua maioria, utilizem animação por computador (ao contrário da animação tradicional empregada pela primeira "Era Renascentista"), eles também contam histórias ambientadas em cenários fantásticos, ao mesmo tempo que incorpora o estilo musical da Broadway, assim como a Disney fazia nos anos 1990. Vários produtores do primeiro Renascimento da Disney retornaram para ajudar a criar filmes do Segundo Renascimento. Ron Clements e John Musker retornaram para dirigir A Princesa e o Sapo e Moana (2016). Alan Menken compôs a trilha sonora de Tangled (2010) e foi compositor de músicas para Ralph Breaks the Internet (2018).
Este Segundo Renascimento se tornou a era mais lucrativa da história das animações Disney. Frozen (2013), por exemplo, arrecadou mais de US$ 1,2 bilhões em todo o mundo, detendo até hoje o título de filme de animação de maior bilheteria da história, bem como o quinto filme de maior bilheteria de todos os tempos. Frozen também foi o primeiro longa-metragem da Walt Disney Animation Studios a ganhar o Óscar desde Tarzan (levando o troféu nas categorias de Melhor filme de animação — sendo o primeiro filme original dos estúdios Disney a levar o prêmio nesta categoria — e Melhor canção original).
Após Frozen 2, a Disney seguiu lançando animações em longas metragens, mas só conseguiu emplacar um grande sucesso nos cinemas com Moana 2 (2024), passando a enfrentar uma nova queda de popularidade em suas produções. Os filmes lançados após o Segundo Renascimento tiveram suas receitas severamente afetadas pela pandemia de COVID-19, com filmes como Strange World (2022) e Wish: o Poder dos Desejos (2023) se tornando bombas de bilheteria.

## Remakes
O primeiro dos filmes renascentistas a ganhar uma adaptação em live-action foi Beauty and the Beast, cujo remake foi lançado em 2017 sendo dirigido por Bill Condon. Alan Menken retornou para escrever uma nova trilha sonora e novas músicas com Tim Rice. O filme arrecadou mais de US$ 1,2 bilhões em todo o mundo, tornando-se o filme musical com atores em carne e osso de maior bilheteria da história, o segundo filme de maior bilheteria de 2017 e o décimo filme de maior bilheteria de todos os tempos. O remake recebeu críticas positivas dos críticos, com muitos elogiando sua fidelidade ao filme de animação original, os elementos usados do musical da Broadway, performances, estilo visual, trilha sonora, canções, figurino e valores de produção, embora críticas negativas tenham sido direcionadas aos designs dos personagens, ao ajuste automático das vozes cantadas e à inclusão de novas canções de Menken que se desviaram do tom de seu auge criativo do filme original.
Aladdin, dirigido e coescrito por Guy Ritchie, foi a segunda adaptação para live-action de um filme renascentista da Disney, lançada nos cinemas dos Estados Unidos em 24 de maio de 2019. Menken retornou novamente para escrever novas músicas e canções com Benj Pasek e Justin Paul. O longa arrecadou um pouco mais de US$ 1 bilhão em todo o mundo, tornando-se o nono filme de maior bilheteria de 2019. O filme recebeu críticas mistas dos críticos, com elogios à sua música, figurino e performances dos atores, mas críticas à direção de Ritchie e ao roteiro.
O terceiro remake live-action de um filme da Era Renascentista foi O Rei Leão (dirigido e produzido por Jon Favreau). Por conta da história do filme focar em animais em vez de humanos, este remake empregou CGI para retratar os personagens. Foi lançado nos cinemas dos Estados Unidos em 19 de julho de 2019. Hans Zimmer retornou como compositor, enquanto Elton John e Tim Rice retornaram para escrever novas músicas em parceria com Beyoncé. O filme arrecadou mais de US$ 1,6 bilhões em todo o mundo, tornando-se o filme musical de maior bilheteria de todos os tempos, o remake de maior bilheteria de todos os tempos, o filme original da Walt Disney Pictures de maior bilheteria de todos os tempos, o segundo filme de maior bilheteria de 2019 e o sétimo filme de maior bilheteria de todos os tempos. O Rei Leão recebeu críticas mistas dos críticos, com elogios aos seus efeitos visuais, música e performances vocais, mas críticas por sua falta de originalidade e emoção facial nos personagens.
A quarta adaptação em live-action, Mulan, foi lançada em 4 de setembro de 2020. Foi dirigido por Niki Caro com Harry Gregson-Williams atuando como o novo compositor musical do filme. Originalmente programado para receber um amplo lançamento nos cinemas em março de 2020, o filme acabou tendo seu lançamento cancelado nos Estados Unidos após ser adiado várias vezes devido à pandemia de COVID-19. A Disney estreou o filme em 4 de setembro de 2020, na plataforma Disney+ por uma taxa premium em países onde o serviço havia sido lançado. O filme ganhou um lançamento tradicional nos cinemas em países sem Disney+, onde as salas de cinema reabriram. Com um orçamento de produção estimado em US$ 200 milhões, o filme se tornou um fracasso comercial, principalmente devido à pandemia, arrecadando apenas US$ 70 milhões, sem incluir os ganhos digitais do Disney+. O filme recebeu críticas geralmente positivas dos críticos ocidentais, que elogiaram as sequências de ação, os visuais e as performances, mas criticaram o roteiro. Recebeu críticas desfavoráveis do público chinês, que criticou o desenvolvimento dos personagens, as representações imprecisas da lenda original chinesa e o manejo inadequado dos elementos culturais chineses.
O próximo filme a ganhar um remake foi A Pequena Sereia, que foi lançado em 26 de maio de 2023. Dirigido e produzido por Rob Marshall, o filme também contou com o retorno de Menken como compositor, onde ele escreveu novas músicas ao lado do produtor Lin-Manuel Miranda. O longa arrecadou US$ 298,2 milhões nos Estados Unidos e Canadá, e US$ 271,4 milhões em outros países, totalizando um faturamento mundial de US$ 569,6 milhões. Os críticos elogiaram as performances do elenco e as sequências musicais, mas criticaram os efeitos visuais e o design dos personagens. Avaliações positivas vieram de Vanessa Armstrong, da /Film, que chamou o filme de um remake live-action "bem feito" que "melhora o original" e afirmou não ter dúvidas de que "se tornará uma parte indelével da infância de muitos jovens [...]"; Ann Hornaday, crítica do The Washington Post, também aprovou o longa, chamando-o de um "filme misto que honra seu material de origem com uma grande produção saturada de cores, sem nunca provar precisamente que ele realmente precisava existir". Contudo, o filme sofreu contestações de certos setores da sociedade por conta da escolha da atriz Halle Bailey, uma negra, para representar Ariel, originalmente branca e ruiva na animação de 1989. Por conta disso, o filme chegou a sofrer boicotes principalmente em partes da Ásia, o que afetou significativamente seu desempenho comercial.

## Vídeogames
Com exceção de The Rescuers Down Under, os filmes da Era Renascentista da Disney que originaram jogos de videogame durante a década de 1990 foram: A Pequena Sereia (cujo jogo foi lançado em 1991), Aladdin (1993), Beauty and the Beast, O Rei Leão (ambos os jogos lançados em 1994), Pocahontas, The Hunchback of Notre Dame: Topsy Turvy Games (ambos lançados em 1996), Hércules (1997), Mulan (1998) e Tarzan (1999).